# Funeraire archeologie

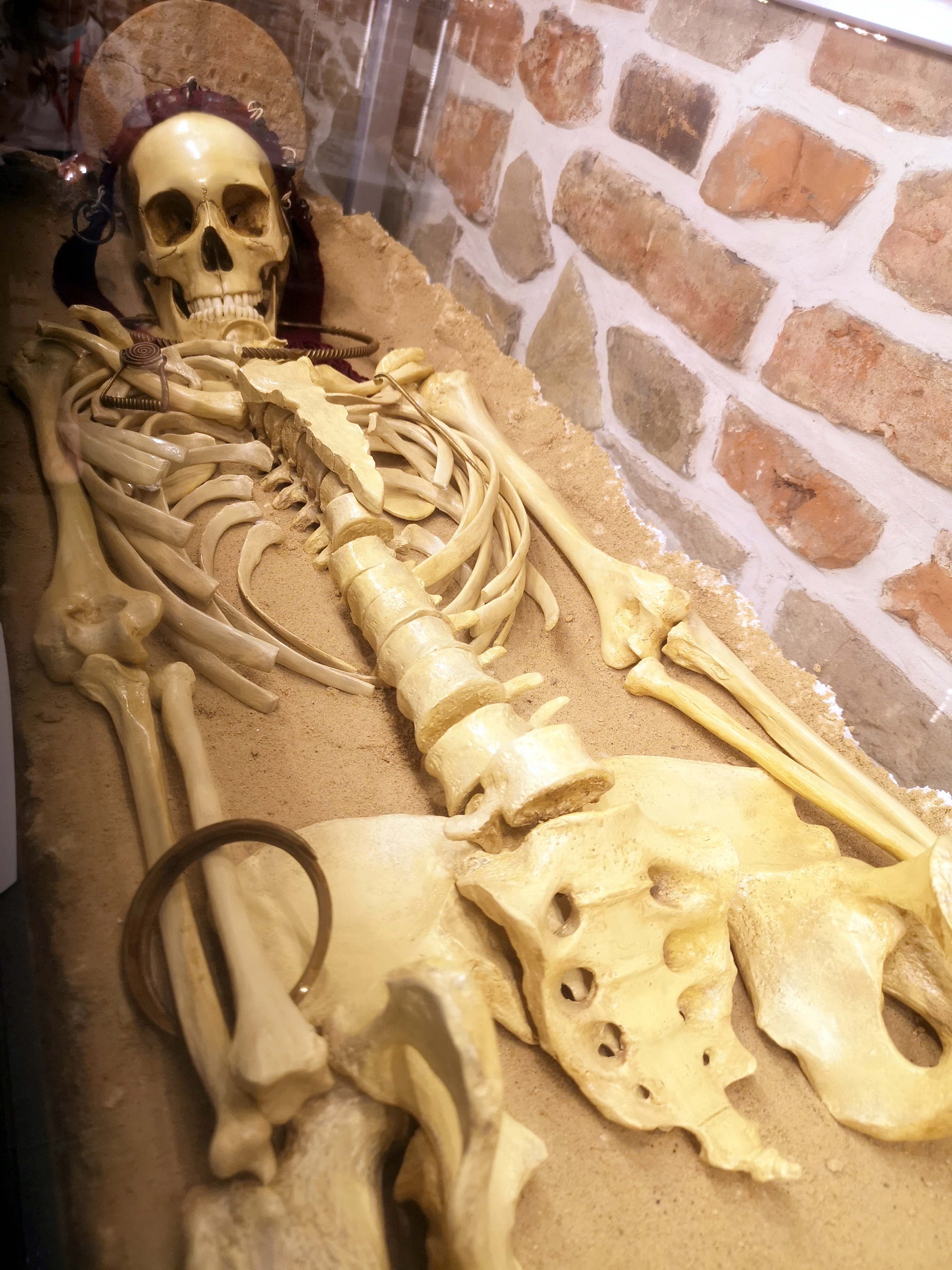

Funeraire archeologie is een specialisatie binnen de archeologie die zich richt op de manier waarop samenlevingen omgaan met en herinneringen bewaren aan hun doden. Het omvat de analyse van menselijke resten, de context van hun begravingen, en alles van persoonlijke grafgiften tot grootschalige monumentale landschappen. Funeraire archeologie kan worden gezien als een onderdeel van de studie van religie en geloof. Diverse vakgebieden dragen bij aan deze discipline, zoals epigrafie, materiële cultuurstudies, thanatologie, menselijke osteologie, archeozoölogie en stabiele-isotopenanalyse.